# Dwars door Vlaanderen 2021
Dwars door Vlaanderen 2021 – 75. edycja wyścigu kolarskiego Dwars door Vlaanderen, która odbyła się 31 marca 2021 na liczącej ponad 184 kilometry trasie z Roeselare do Waregem. Impreza kategorii 1.UWT była częścią UCI World Tour 2021.

## Uczestnicy

### Drużyny
| WorldTeams (19)- AG2R Citroën Team - Astana-Premier Tech - Bahrain Victorious - Bora-Hansgrohe - Cofidis - Deceuninck-Quick Step - EF Education-Nippo - Groupama-FDJ - Ineos Grenadiers - Intermarché-Wanty-Gobert Matériaux - Israel Start-Up Nation - Jumbo-Visma - Lotto Soudal - Movistar Team - Team BikeExchange - Team DSM - Qhubeka Assos - Trek-Segafredo - UAE Team Emirates ProTeams (6)- Alpecin-Fenix - Arkéa-Samsic - B&B Hotels p/b KTM - Bingoal Pauwels Sauces WB - Sport Vlaanderen-Baloise - Total Direct Énergie |
| |

### Lista startowa
| Alpecin-Fenix AFC | Alpecin-Fenix AFC                  | Alpecin-Fenix AFC |
| ----------------- | ---------------------------------- | ----------------- |
| Nr                | Kolarz                             | Miejsce           |
| 1                 | Mathieu van der Poel (NED) (szosa) |                   |
| 2                 | Silvan Dillier (SUI)               |                   |
| 3                 | Dries De Bondt (BEL) (szosa)       |                   |
| 4                 | Tim Merlier (BEL)                  |                   |
| 5                 | Jasper Philipsen (BEL)             |                   |
| 6                 | Otto Vergaerde (BEL)               |                   |
| 7                 | Jonas Rickaert (BEL)               |                   |

| Deceuninck-Quick Step DQT | Deceuninck-Quick Step DQT        | Deceuninck-Quick Step DQT |
| ------------------------- | -------------------------------- | ------------------------- |
| Nr                        | Kolarz                           | Miejsce                   |
| 11                        | Julian Alaphilippe (FRA) (szosa) |                           |
| 12                        | Kasper Asgreen (DEN) (szosa)     |                           |
| 13                        | Tim Declercq (BEL)               |                           |
| 14                        | Dries Devenyns (BEL)             |                           |
| 15                        | Yves Lampaert (BEL)              |                           |
| 16                        | Florian Sénéchal (FRA)           |                           |
| 17                        | Davide Ballerini (ITA)           |                           |

| UAE Team Emirates UAD | UAE Team Emirates UAD      | UAE Team Emirates UAD |
| --------------------- | -------------------------- | --------------------- |
| Nr                    | Kolarz                     | Miejsce               |
| 21                    | Alexander Kristoff (NOR)   |                       |
| 22                    | Matteo Trentin (ITA)       |                       |
| 23                    | Vegard Stake Laengen (NOR) |                       |
| 24                    | Marco Marcato (ITA)        |                       |
| 25                    | Ivo Oliveira (POR)         |                       |
| 26                    | Rui Oliveira (POR)         |                       |
| 27                    | Ryan Gibbons (RSA)         |                       |

| Trek-Segafredo TFS | Trek-Segafredo TFS   | Trek-Segafredo TFS |
| ------------------ | -------------------- | ------------------ |
| Nr                 | Kolarz               | Miejsce            |
| 31                 | Jasper Stuyven (BEL) |                    |
| 32                 | Koen de Kort (NED)   |                    |
| 34                 | Ryan Mullen (IRL)    |                    |
| 35                 | Kiel Reijnen (USA)   |                    |
| 36                 | Quinn Simmons (USA)  |                    |
| 37                 | Edward Theuns (BEL)  | DNS                |

| Qhubeka Assos TQA | Qhubeka Assos TQA             | Qhubeka Assos TQA |
| ----------------- | ----------------------------- | ----------------- |
| Nr                | Kolarz                        | Miejsce           |
| 41                | Giacomo Nizzolo (ITA) (szosa) |                   |
| 42                | Victor Campenaerts (BEL)      |                   |
| 43                | Dimitri Claeys (BEL)          |                   |
| 44                | Lasse Norman Leth (DEN)       |                   |
| 45                | Andreas Stokbro (DEN)         |                   |
| 46                | Emil Vinjebo (DEN)            |                   |
| 47                | Max Walscheid (GER)           |                   |

| Team DSM DSM | Team DSM DSM               | Team DSM DSM |
| ------------ | -------------------------- | ------------ |
| Nr           | Kolarz                     | Miejsce      |
| 51           | Tiesj Benoot (BEL)         |              |
| 52           | Nils Eekhoff (NED)         |              |
| 53           | Alberto Dainese (ITA)      |              |
| 54           | Søren Kragh Andersen (DEN) |              |
| 55           | Jasha Sütterlin (GER)      |              |
| 56           | Niklas Märkl (GER)         |              |
| 57           | Joris Nieuwenhuis (NED)    |              |

| BikeExchange BEX | BikeExchange BEX            | BikeExchange BEX |
| ---------------- | --------------------------- | ---------------- |
| Nr               | Kolarz                      | Miejsce          |
| 61               | Jack Bauer (NZL)            |                  |
| 62               | Luka Mezgec (SLO)           |                  |
| 63               | Luke Durbridge (AUS)        |                  |
| 64               | Alexander Edmondson (AUS)   |                  |
| 65               | Amund Grøndahl Jansen (NOR) |                  |
| 66               | Alexander Konychev (ITA)    |                  |

| Movistar Team MOV | Movistar Team MOV        | Movistar Team MOV |
| ----------------- | ------------------------ | ----------------- |
| Nr                | Kolarz                   | Miejsce           |
| 71                | Imanol Erviti (ESP)      |                   |
| 72                | Gabriel Cullaigh (GBR)   |                   |
| 73                | Juri Hollmann (GER)      |                   |
| 74                | José Joaquín Rojas (ESP) |                   |
| 75                | Mathias Norsgaard (DEN)  |                   |
| 76                | Lluís Mas (ESP)          |                   |
| 77                | Sebastián Mora (ESP)     |                   |

| Lotto-Soudal LTS | Lotto-Soudal LTS         | Lotto-Soudal LTS |
| ---------------- | ------------------------ | ---------------- |
| Nr               | Kolarz                   | Miejsce          |
| 81               | Tim Wellens (BEL)        |                  |
| 82               | Jasper De Buyst (BEL)    |                  |
| 83               | Roger Kluge (GER)        |                  |
| 85               | Tosh Van der Sande (BEL) |                  |
| 86               | Brent Van Moer (BEL)     |                  |
| 87               | Florian Vermeersch (BEL) |                  |

| Jumbo-Visma TJV | Jumbo-Visma TJV           | Jumbo-Visma TJV |
| --------------- | ------------------------- | --------------- |
| Nr              | Kolarz                    | Miejsce         |
| 91              | Edoardo Affini (ITA)      |                 |
| 92              | David Dekker (NED)        |                 |
| 93              | Pascal Eenkhoorn (NED)    |                 |
| 94              | Olav Kooij (NED)          |                 |
| 95              | Christoph Pfingsten (GER) |                 |
| 96              | Jos van Emden (NED)       |                 |
| 97              | Maarten Wynants (BEL)     |                 |

| Israel Start-Up Nation ISN | Israel Start-Up Nation ISN | Israel Start-Up Nation ISN |
| -------------------------- | -------------------------- | -------------------------- |
| Nr                         | Kolarz                     | Miejsce                    |
| 101                        | Rudy Barbier (FRA)         |                            |
| 102                        | Guillaume Boivin (CAN)     |                            |
| 103                        | Hugo Hofstetter (FRA)      |                            |
| 104                        | Alexis Renard (FRA)        |                            |
| 105                        | Tom Van Asbroeck (BEL)     |                            |
| 106                        | Jenthe Biermans (BEL)      |                            |
| 107                        | Norman Vahtra (EST)        |                            |

| Ineos Grenadiers IGD | Ineos Grenadiers IGD     | Ineos Grenadiers IGD |
| -------------------- | ------------------------ | -------------------- |
| Nr                   | Kolarz                   | Miejsce              |
| 111                  | Michał Kwiatkowski (POL) |                      |
| 112                  | Leonardo Basso (ITA)     |                      |
| 113                  | Owain Doull (GBR)        |                      |
| 115                  | Thomas Pidcock (GBR)     |                      |
| 116                  | Luke Rowe (GBR)          |                      |
| 117                  | Dylan van Baarle (NED)   |                      |

| Intermarché-Wanty-Gobert Matériaux IWG | Intermarché-Wanty-Gobert Matériaux IWG | Intermarché-Wanty-Gobert Matériaux IWG |
| -------------------------------------- | -------------------------------------- | -------------------------------------- |
| Nr                                     | Kolarz                                 | Miejsce                                |
| 121                                    | Aimé De Gendt (BEL)                    |                                        |
| 122                                    | Tom Devriendt (BEL)                    |                                        |
| 123                                    | Jonas Koch (GER)                       |                                        |
| 124                                    | Andrea Pasqualon (ITA)                 |                                        |
| 125                                    | Boy van Poppel (NED)                   |                                        |
| 126                                    | Danny van Poppel (NED)                 |                                        |
| 127                                    | Pieter Vanspeybrouck (BEL)             |                                        |

| Groupama-FDJ GFC | Groupama-FDJ GFC            | Groupama-FDJ GFC |
| ---------------- | --------------------------- | ---------------- |
| Nr               | Kolarz                      | Miejsce          |
| 131              | Arnaud Démare (FRA) (szosa) |                  |
| 132              | Kevin Geniets (LUX) (szosa) |                  |
| 133              | Stefan Küng (SUI) (szosa)   |                  |
| 134              | Olivier Le Gac (FRA)        |                  |
| 135              | Fabian Lienhard (SUI)       |                  |
| 136              | Tobias Ludvigsson (SWE)     |                  |
| 137              | Valentin Madouas (FRA)      |                  |

| EF Education-Nippo EFN | EF Education-Nippo EFN    | EF Education-Nippo EFN |
| ---------------------- | ------------------------- | ---------------------- |
| Nr                     | Kolarz                    | Miejsce                |
| 141                    | Alberto Bettiol (ITA)     | DNS                    |
| 142                    | Stefan Bissegger (SUI)    |                        |
| 143                    | Michael Valgren (DEN)     |                        |
| 144                    | Jens Keukeleire (BEL)     |                        |
| 145                    | Sebastian Langeveld (NED) |                        |
| 146                    | Jonas Rutsch (GER)        | DNS                    |
| 147                    | Julius van den Berg (NED) |                        |

| Cofidis COF | Cofidis COF               | Cofidis COF |
| ----------- | ------------------------- | ----------- |
| Nr          | Kolarz                    | Miejsce     |
| 151         | Elia Viviani (ITA)        |             |
| 152         | Piet Allegaert (BEL)      |             |
| 153         | Tom Bohli (SUI)           |             |
| 154         | Jean-Pierre Drucker (LUX) |             |
| 155         | Christophe Laporte (FRA)  |             |
| 156         | Kenneth Vanbilsen (BEL)   |             |
| 157         | Jelle Wallays (BEL)       |             |

| Bora-Hansgrohe BOH | Bora-Hansgrohe BOH        | Bora-Hansgrohe BOH |
| ------------------ | ------------------------- | ------------------ |
| Nr                 | Kolarz                    | Miejsce            |
| 161                | Nils Politt (GER)         |                    |
| 162                | Pascal Ackermann (GER)    |                    |
| 163                | Patrick Gamper (AUT)      |                    |
| 164                | Jordi Meeus (BEL)         |                    |
| 165                | Lukas Pöstlberger (AUT)   |                    |
| 166                | Michael Schwarzmann (GER) |                    |
| 167                | Matthew Walls (GBR)       |                    |

| Bahrain Victorious TBV | Bahrain Victorious TBV  | Bahrain Victorious TBV |
| ---------------------- | ----------------------- | ---------------------- |
| Nr                     | Kolarz                  | Miejsce                |
| 171                    | Dylan Teuns (BEL)       |                        |
| 172                    | Phil Bauhaus (GER)      |                        |
| 173                    | Feng Chun-kai (TPE)     |                        |
| 174                    | Marco Haller (AUT)      |                        |
| 175                    | Heinrich Haussler (AUS) |                        |
| 176                    | Jonathan Milan (ITA)    |                        |
| 177                    | Marcel Sieberg (GER)    |                        |

| Astana-Premier Tech APT | Astana-Premier Tech APT  | Astana-Premier Tech APT |
| ----------------------- | ------------------------ | ----------------------- |
| Nr                      | Kolarz                   | Miejsce                 |
| 181                     | Hugo Houle (CAN)         |                         |
| 182                     | Jewgienij Fiodorow (KAZ) |                         |
| 183                     | Jewgienij Gidicz (KAZ)   |                         |
| 184                     | Nikita Stalnow (KAZ)     |                         |
| 185                     | Dmitrij Gruzdiew (KAZ)   |                         |
| 186                     | Artiom Zacharow (KAZ)    |                         |
| 187                     | Benjamin Perry (CAN)     |                         |

| AG2R Citroën Team ACT | AG2R Citroën Team ACT   | AG2R Citroën Team ACT |
| --------------------- | ----------------------- | --------------------- |
| Nr                    | Kolarz                  | Miejsce               |
| 191                   | Oliver Naesen (BEL)     |                       |
| 192                   | Stan Dewulf (BEL)       |                       |
| 193                   | Julien Duval (FRA)      |                       |
| 194                   | Lawrence Naesen (BEL)   |                       |
| 195                   | Michael Schär (SUI)     |                       |
| 196                   | Anthony Jullien (FRA)   |                       |
| 197                   | Greg Van Avermaet (BEL) |                       |

| Arkéa-Samsic ARK | Arkéa-Samsic ARK        | Arkéa-Samsic ARK |
| ---------------- | ----------------------- | ---------------- |
| Nr               | Kolarz                  | Miejsce          |
| 201              | Warren Barguil (FRA)    |                  |
| 202              | Christophe Noppe (BEL)  |                  |
| 203              | Amaury Capiot (BEL)     |                  |
| 204              | Benjamin Declercq (BEL) |                  |
| 205              | Connor Swift (GBR)      |                  |
| 206              | Bram Welten (NED)       |                  |
| 207              | Daniel McLay (GBR)      |                  |

| Total Direct Énergie TDE | Total Direct Énergie TDE   | Total Direct Énergie TDE |
| ------------------------ | -------------------------- | ------------------------ |
| Nr                       | Kolarz                     | Miejsce                  |
| 211                      | Niki Terpstra (NED)        |                          |
| 212                      | Edvald Boasson Hagen (NOR) |                          |
| 213                      | Damien Gaudin (FRA)        |                          |
| 215                      | Adrien Petit (FRA)         |                          |
| 216                      | Geoffrey Soupe (FRA)       |                          |
| 217                      | Anthony Turgis (FRA)       |                          |

| B&B Hotels p/b KTM BBK | B&B Hotels p/b KTM BBK | B&B Hotels p/b KTM BBK |
| ---------------------- | ---------------------- | ---------------------- |
| Nr                     | Kolarz                 | Miejsce                |
| 221                    | Bryan Coquard (FRA)    |                        |
| 223                    | Cyril Barthe (FRA)     |                        |
| 224                    | Jens Debusschere (BEL) |                        |
| 225                    | Jérémy Lecroq (FRA)    |                        |
| 226                    | Cyril Lemoine (FRA)    |                        |

| Bingoal Pauwels Sauces WB BWB | Bingoal Pauwels Sauces WB BWB | Bingoal Pauwels Sauces WB BWB |
| ----------------------------- | ----------------------------- | ----------------------------- |
| Nr                            | Kolarz                        | Miejsce                       |
| 231                           | Jelle Vanendert (BEL)         |                               |
| 232                           | Sean De Bie (BEL)             |                               |
| 233                           | Arjen Livyns (BEL)            |                               |
| 234                           | Milan Menten (BEL)            |                               |
| 235                           | Tom Paquot (BEL)              |                               |
| 236                           | Ludovic Robeet (BEL)          |                               |
| 237                           | Boris Vallée (BEL)            |                               |

| Sport Vlaanderen-Baloise SVB | Sport Vlaanderen-Baloise SVB | Sport Vlaanderen-Baloise SVB |
| ---------------------------- | ---------------------------- | ---------------------------- |
| Nr                           | Kolarz                       | Miejsce                      |
| 241                          | Ruben Apers (BEL)            |                              |
| 242                          | Jens Reynders (BEL)          |                              |
| 243                          | Thomas Sprengers (BEL)       |                              |
| 244                          | Aaron Van Poucke (BEL)       |                              |
| 246                          | Jordi Warlop (BEL)           |                              |
| 247                          | Ward Vanhoof (BEL)           |                              |

| Alpecin-Fenix AFC | Alpecin-Fenix AFC                  | Alpecin-Fenix AFC |
| ----------------- | ---------------------------------- | ----------------- |
| Nr                | Kolarz                             | Miejsce           |
| 1                 | Mathieu van der Poel (NED) (szosa) |                   |
| 2                 | Silvan Dillier (SUI)               |                   |
| 3                 | Dries De Bondt (BEL) (szosa)       |                   |
| 4                 | Tim Merlier (BEL)                  |                   |
| 5                 | Jasper Philipsen (BEL)             |                   |
| 6                 | Otto Vergaerde (BEL)               |                   |
| 7                 | Jonas Rickaert (BEL)               |                   |

| Deceuninck-Quick Step DQT | Deceuninck-Quick Step DQT        | Deceuninck-Quick Step DQT |
| ------------------------- | -------------------------------- | ------------------------- |
| Nr                        | Kolarz                           | Miejsce                   |
| 11                        | Julian Alaphilippe (FRA) (szosa) |                           |
| 12                        | Kasper Asgreen (DEN) (szosa)     |                           |
| 13                        | Tim Declercq (BEL)               |                           |
| 14                        | Dries Devenyns (BEL)             |                           |
| 15                        | Yves Lampaert (BEL)              |                           |
| 16                        | Florian Sénéchal (FRA)           |                           |
| 17                        | Davide Ballerini (ITA)           |                           |

| UAE Team Emirates UAD | UAE Team Emirates UAD      | UAE Team Emirates UAD |
| --------------------- | -------------------------- | --------------------- |
| Nr                    | Kolarz                     | Miejsce               |
| 21                    | Alexander Kristoff (NOR)   |                       |
| 22                    | Matteo Trentin (ITA)       |                       |
| 23                    | Vegard Stake Laengen (NOR) |                       |
| 24                    | Marco Marcato (ITA)        |                       |
| 25                    | Ivo Oliveira (POR)         |                       |
| 26                    | Rui Oliveira (POR)         |                       |
| 27                    | Ryan Gibbons (RSA)         |                       |

| Trek-Segafredo TFS | Trek-Segafredo TFS   | Trek-Segafredo TFS |
| ------------------ | -------------------- | ------------------ |
| Nr                 | Kolarz               | Miejsce            |
| 31                 | Jasper Stuyven (BEL) |                    |
| 32                 | Koen de Kort (NED)   |                    |
| 34                 | Ryan Mullen (IRL)    |                    |
| 35                 | Kiel Reijnen (USA)   |                    |
| 36                 | Quinn Simmons (USA)  |                    |
| 37                 | Edward Theuns (BEL)  | DNS                |

| Qhubeka Assos TQA | Qhubeka Assos TQA             | Qhubeka Assos TQA |
| ----------------- | ----------------------------- | ----------------- |
| Nr                | Kolarz                        | Miejsce           |
| 41                | Giacomo Nizzolo (ITA) (szosa) |                   |
| 42                | Victor Campenaerts (BEL)      |                   |
| 43                | Dimitri Claeys (BEL)          |                   |
| 44                | Lasse Norman Leth (DEN)       |                   |
| 45                | Andreas Stokbro (DEN)         |                   |
| 46                | Emil Vinjebo (DEN)            |                   |
| 47                | Max Walscheid (GER)           |                   |

| Team DSM DSM | Team DSM DSM               | Team DSM DSM |
| ------------ | -------------------------- | ------------ |
| Nr           | Kolarz                     | Miejsce      |
| 51           | Tiesj Benoot (BEL)         |              |
| 52           | Nils Eekhoff (NED)         |              |
| 53           | Alberto Dainese (ITA)      |              |
| 54           | Søren Kragh Andersen (DEN) |              |
| 55           | Jasha Sütterlin (GER)      |              |
| 56           | Niklas Märkl (GER)         |              |
| 57           | Joris Nieuwenhuis (NED)    |              |

| BikeExchange BEX | BikeExchange BEX            | BikeExchange BEX |
| ---------------- | --------------------------- | ---------------- |
| Nr               | Kolarz                      | Miejsce          |
| 61               | Jack Bauer (NZL)            |                  |
| 62               | Luka Mezgec (SLO)           |                  |
| 63               | Luke Durbridge (AUS)        |                  |
| 64               | Alexander Edmondson (AUS)   |                  |
| 65               | Amund Grøndahl Jansen (NOR) |                  |
| 66               | Alexander Konychev (ITA)    |                  |

| Movistar Team MOV | Movistar Team MOV        | Movistar Team MOV |
| ----------------- | ------------------------ | ----------------- |
| Nr                | Kolarz                   | Miejsce           |
| 71                | Imanol Erviti (ESP)      |                   |
| 72                | Gabriel Cullaigh (GBR)   |                   |
| 73                | Juri Hollmann (GER)      |                   |
| 74                | José Joaquín Rojas (ESP) |                   |
| 75                | Mathias Norsgaard (DEN)  |                   |
| 76                | Lluís Mas (ESP)          |                   |
| 77                | Sebastián Mora (ESP)     |                   |

| Lotto-Soudal LTS | Lotto-Soudal LTS         | Lotto-Soudal LTS |
| ---------------- | ------------------------ | ---------------- |
| Nr               | Kolarz                   | Miejsce          |
| 81               | Tim Wellens (BEL)        |                  |
| 82               | Jasper De Buyst (BEL)    |                  |
| 83               | Roger Kluge (GER)        |                  |
| 85               | Tosh Van der Sande (BEL) |                  |
| 86               | Brent Van Moer (BEL)     |                  |
| 87               | Florian Vermeersch (BEL) |                  |

| Jumbo-Visma TJV | Jumbo-Visma TJV           | Jumbo-Visma TJV |
| --------------- | ------------------------- | --------------- |
| Nr              | Kolarz                    | Miejsce         |
| 91              | Edoardo Affini (ITA)      |                 |
| 92              | David Dekker (NED)        |                 |
| 93              | Pascal Eenkhoorn (NED)    |                 |
| 94              | Olav Kooij (NED)          |                 |
| 95              | Christoph Pfingsten (GER) |                 |
| 96              | Jos van Emden (NED)       |                 |
| 97              | Maarten Wynants (BEL)     |                 |

| Israel Start-Up Nation ISN | Israel Start-Up Nation ISN | Israel Start-Up Nation ISN |
| -------------------------- | -------------------------- | -------------------------- |
| Nr                         | Kolarz                     | Miejsce                    |
| 101                        | Rudy Barbier (FRA)         |                            |
| 102                        | Guillaume Boivin (CAN)     |                            |
| 103                        | Hugo Hofstetter (FRA)      |                            |
| 104                        | Alexis Renard (FRA)        |                            |
| 105                        | Tom Van Asbroeck (BEL)     |                            |
| 106                        | Jenthe Biermans (BEL)      |                            |
| 107                        | Norman Vahtra (EST)        |                            |

| Ineos Grenadiers IGD | Ineos Grenadiers IGD     | Ineos Grenadiers IGD |
| -------------------- | ------------------------ | -------------------- |
| Nr                   | Kolarz                   | Miejsce              |
| 111                  | Michał Kwiatkowski (POL) |                      |
| 112                  | Leonardo Basso (ITA)     |                      |
| 113                  | Owain Doull (GBR)        |                      |
| 115                  | Thomas Pidcock (GBR)     |                      |
| 116                  | Luke Rowe (GBR)          |                      |
| 117                  | Dylan van Baarle (NED)   |                      |

| Intermarché-Wanty-Gobert Matériaux IWG | Intermarché-Wanty-Gobert Matériaux IWG | Intermarché-Wanty-Gobert Matériaux IWG |
| -------------------------------------- | -------------------------------------- | -------------------------------------- |
| Nr                                     | Kolarz                                 | Miejsce                                |
| 121                                    | Aimé De Gendt (BEL)                    |                                        |
| 122                                    | Tom Devriendt (BEL)                    |                                        |
| 123                                    | Jonas Koch (GER)                       |                                        |
| 124                                    | Andrea Pasqualon (ITA)                 |                                        |
| 125                                    | Boy van Poppel (NED)                   |                                        |
| 126                                    | Danny van Poppel (NED)                 |                                        |
| 127                                    | Pieter Vanspeybrouck (BEL)             |                                        |

| Groupama-FDJ GFC | Groupama-FDJ GFC            | Groupama-FDJ GFC |
| ---------------- | --------------------------- | ---------------- |
| Nr               | Kolarz                      | Miejsce          |
| 131              | Arnaud Démare (FRA) (szosa) |                  |
| 132              | Kevin Geniets (LUX) (szosa) |                  |
| 133              | Stefan Küng (SUI) (szosa)   |                  |
| 134              | Olivier Le Gac (FRA)        |                  |
| 135              | Fabian Lienhard (SUI)       |                  |
| 136              | Tobias Ludvigsson (SWE)     |                  |
| 137              | Valentin Madouas (FRA)      |                  |

| EF Education-Nippo EFN | EF Education-Nippo EFN    | EF Education-Nippo EFN |
| ---------------------- | ------------------------- | ---------------------- |
| Nr                     | Kolarz                    | Miejsce                |
| 141                    | Alberto Bettiol (ITA)     | DNS                    |
| 142                    | Stefan Bissegger (SUI)    |                        |
| 143                    | Michael Valgren (DEN)     |                        |
| 144                    | Jens Keukeleire (BEL)     |                        |
| 145                    | Sebastian Langeveld (NED) |                        |
| 146                    | Jonas Rutsch (GER)        | DNS                    |
| 147                    | Julius van den Berg (NED) |                        |

| Cofidis COF | Cofidis COF               | Cofidis COF |
| ----------- | ------------------------- | ----------- |
| Nr          | Kolarz                    | Miejsce     |
| 151         | Elia Viviani (ITA)        |             |
| 152         | Piet Allegaert (BEL)      |             |
| 153         | Tom Bohli (SUI)           |             |
| 154         | Jean-Pierre Drucker (LUX) |             |
| 155         | Christophe Laporte (FRA)  |             |
| 156         | Kenneth Vanbilsen (BEL)   |             |
| 157         | Jelle Wallays (BEL)       |             |

| Bora-Hansgrohe BOH | Bora-Hansgrohe BOH        | Bora-Hansgrohe BOH |
| ------------------ | ------------------------- | ------------------ |
| Nr                 | Kolarz                    | Miejsce            |
| 161                | Nils Politt (GER)         |                    |
| 162                | Pascal Ackermann (GER)    |                    |
| 163                | Patrick Gamper (AUT)      |                    |
| 164                | Jordi Meeus (BEL)         |                    |
| 165                | Lukas Pöstlberger (AUT)   |                    |
| 166                | Michael Schwarzmann (GER) |                    |
| 167                | Matthew Walls (GBR)       |                    |

| Bahrain Victorious TBV | Bahrain Victorious TBV  | Bahrain Victorious TBV |
| ---------------------- | ----------------------- | ---------------------- |
| Nr                     | Kolarz                  | Miejsce                |
| 171                    | Dylan Teuns (BEL)       |                        |
| 172                    | Phil Bauhaus (GER)      |                        |
| 173                    | Feng Chun-kai (TPE)     |                        |
| 174                    | Marco Haller (AUT)      |                        |
| 175                    | Heinrich Haussler (AUS) |                        |
| 176                    | Jonathan Milan (ITA)    |                        |
| 177                    | Marcel Sieberg (GER)    |                        |

| Astana-Premier Tech APT | Astana-Premier Tech APT  | Astana-Premier Tech APT |
| ----------------------- | ------------------------ | ----------------------- |
| Nr                      | Kolarz                   | Miejsce                 |
| 181                     | Hugo Houle (CAN)         |                         |
| 182                     | Jewgienij Fiodorow (KAZ) |                         |
| 183                     | Jewgienij Gidicz (KAZ)   |                         |
| 184                     | Nikita Stalnow (KAZ)     |                         |
| 185                     | Dmitrij Gruzdiew (KAZ)   |                         |
| 186                     | Artiom Zacharow (KAZ)    |                         |
| 187                     | Benjamin Perry (CAN)     |                         |

| AG2R Citroën Team ACT | AG2R Citroën Team ACT   | AG2R Citroën Team ACT |
| --------------------- | ----------------------- | --------------------- |
| Nr                    | Kolarz                  | Miejsce               |
| 191                   | Oliver Naesen (BEL)     |                       |
| 192                   | Stan Dewulf (BEL)       |                       |
| 193                   | Julien Duval (FRA)      |                       |
| 194                   | Lawrence Naesen (BEL)   |                       |
| 195                   | Michael Schär (SUI)     |                       |
| 196                   | Anthony Jullien (FRA)   |                       |
| 197                   | Greg Van Avermaet (BEL) |                       |

| Arkéa-Samsic ARK | Arkéa-Samsic ARK        | Arkéa-Samsic ARK |
| ---------------- | ----------------------- | ---------------- |
| Nr               | Kolarz                  | Miejsce          |
| 201              | Warren Barguil (FRA)    |                  |
| 202              | Christophe Noppe (BEL)  |                  |
| 203              | Amaury Capiot (BEL)     |                  |
| 204              | Benjamin Declercq (BEL) |                  |
| 205              | Connor Swift (GBR)      |                  |
| 206              | Bram Welten (NED)       |                  |
| 207              | Daniel McLay (GBR)      |                  |

| Total Direct Énergie TDE | Total Direct Énergie TDE   | Total Direct Énergie TDE |
| ------------------------ | -------------------------- | ------------------------ |
| Nr                       | Kolarz                     | Miejsce                  |
| 211                      | Niki Terpstra (NED)        |                          |
| 212                      | Edvald Boasson Hagen (NOR) |                          |
| 213                      | Damien Gaudin (FRA)        |                          |
| 215                      | Adrien Petit (FRA)         |                          |
| 216                      | Geoffrey Soupe (FRA)       |                          |
| 217                      | Anthony Turgis (FRA)       |                          |

| B&B Hotels p/b KTM BBK | B&B Hotels p/b KTM BBK | B&B Hotels p/b KTM BBK |
| ---------------------- | ---------------------- | ---------------------- |
| Nr                     | Kolarz                 | Miejsce                |
| 221                    | Bryan Coquard (FRA)    |                        |
| 223                    | Cyril Barthe (FRA)     |                        |
| 224                    | Jens Debusschere (BEL) |                        |
| 225                    | Jérémy Lecroq (FRA)    |                        |
| 226                    | Cyril Lemoine (FRA)    |                        |

| Bingoal Pauwels Sauces WB BWB | Bingoal Pauwels Sauces WB BWB | Bingoal Pauwels Sauces WB BWB |
| ----------------------------- | ----------------------------- | ----------------------------- |
| Nr                            | Kolarz                        | Miejsce                       |
| 231                           | Jelle Vanendert (BEL)         |                               |
| 232                           | Sean De Bie (BEL)             |                               |
| 233                           | Arjen Livyns (BEL)            |                               |
| 234                           | Milan Menten (BEL)            |                               |
| 235                           | Tom Paquot (BEL)              |                               |
| 236                           | Ludovic Robeet (BEL)          |                               |
| 237                           | Boris Vallée (BEL)            |                               |

| Sport Vlaanderen-Baloise SVB | Sport Vlaanderen-Baloise SVB | Sport Vlaanderen-Baloise SVB |
| ---------------------------- | ---------------------------- | ---------------------------- |
| Nr                           | Kolarz                       | Miejsce                      |
| 241                          | Ruben Apers (BEL)            |                              |
| 242                          | Jens Reynders (BEL)          |                              |
| 243                          | Thomas Sprengers (BEL)       |                              |
| 244                          | Aaron Van Poucke (BEL)       |                              |
| 246                          | Jordi Warlop (BEL)           |                              |
| 247                          | Ward Vanhoof (BEL)           |                              |

Legenda: DNF – nie ukończył, OTL – przekroczył limit czasu, DNS – nie wystartował, DSQ – zdyskwalifikowany.

## Klasyfikacja generalna
| \| Klasyfikacja generalna \| Klasyfikacja generalna \| Klasyfikacja generalna \| Klasyfikacja generalna \| Klasyfikacja generalna \| \| Kolarz \| Kolarz \| Państwo \| Drużyna \| Czas \| \| ---------------------- \| ---------------------- \| ---------------------- \| ---------------------- \| ---------------------- \| \| 1. \| Dylan van Baarle \| Holandia \| Ineos Grenadiers \| 3h 58' 59" \| \| 2. \| Christophe Laporte \| Francja \| Cofidis \| + 26" \| \| 3. \| Tim Merlier \| Belgia \| Alpecin-Fenix \| + 26" \| \| 4. \| Yves Lampaert \| Belgia \| Deceuninck-Quick Step \| + 26" \| \| 5. \| Tosh Van der Sande \| Belgia \| Lotto-Soudal \| + 26" \| \| 6. \| Alexander Kristoff \| Norwegia \| UAE Team Emirates \| + 26" \| \| 7. \| Greg Van Avermaet \| Belgia \| AG2R Citroën Team \| + 26" \| \| 8. \| Anthony Turgis \| Francja \| Total Direct Énergie \| + 26" \| \| 9. \| Florian Sénéchal \| Francja \| Deceuninck-Quick Step \| + 26" \| \| 10. \| Jasper Stuyven \| Belgia \| Trek-Segafredo \| + 26" \| |                    |          |                       |            |
| |                    |          |                       |            |
| Źródło: ProCyclingStats |                    |          |                       |            |
| Klasyfikacja generalna |                    |          |                       |            |
| Kolarz | Kolarz             | Państwo  | Drużyna               | Czas       |
| 1. | Dylan van Baarle   | Holandia | Ineos Grenadiers      | 3h 58' 59" |
| 2. | Christophe Laporte | Francja  | Cofidis               | + 26"      |
| 3. | Tim Merlier        | Belgia   | Alpecin-Fenix         | + 26"      |
| 4. | Yves Lampaert      | Belgia   | Deceuninck-Quick Step | + 26"      |
| 5. | Tosh Van der Sande | Belgia   | Lotto-Soudal          | + 26"      |
| 6. | Alexander Kristoff | Norwegia | UAE Team Emirates     | + 26"      |
| 7. | Greg Van Avermaet  | Belgia   | AG2R Citroën Team     | + 26"      |
| 8. | Anthony Turgis     | Francja  | Total Direct Énergie  | + 26"      |
| 9. | Florian Sénéchal   | Francja  | Deceuninck-Quick Step | + 26"      |
| 10. | Jasper Stuyven     | Belgia   | Trek-Segafredo        | + 26"      |